# 阿道弗·苏亚雷斯

苏亚雷斯公爵 的徽章

苏亚雷斯公爵 阿道弗·苏亚雷斯·冈萨雷茲（西班牙語：Adolfo Suárez González，1932年9月25日—2014年3月23日 ），佛朗哥獨裁統治後西班牙第一位民選首相（1976-1981）。為西班牙民主轉型的關鍵人物。1981年被西班牙国王胡安·卡洛斯一世授于苏亚雷斯公爵爵位。马德里康普顿斯大学法律系毕业。

## 政治生涯
1975年11月20日，統治36年來的佛朗哥將軍去世，阿道弗·苏亚雷斯宣布完全支持在西班牙实行民主政治，並与反对派中的温和派保持着频繁的联系，为民主转型的第一阶段做计划。胡安·卡洛斯一世访问美国期间，坦率宣布他支持在西班牙重建民主。最终在1976年7月，由于阿里亚斯·纳瓦罗拒绝改革并反对民主化，胡安·卡洛斯一世要求他辞职，苏亚雷斯隨即獲委任為首相。

## 首相
1976年7月5日，苏亚雷斯獲委任為首相，他隨即推動恢復民主政治，推動政治改革法，通过了议会表决和全民公决，在西班牙建立自由民主体制的制宪进程。7月，他宣布赦免400名政治犯。1977年3月又宣布了一次赦免，进而在5月宣布大赦。1976年12月，佛朗哥时代的秘密警察Tribunal de Orden Público (TOP)被解散。1977年3月，罢工合法化，4月，结社自由化。新的选举法在1977年3月采用，新的选举法使得西班牙的选举系统与其他自由的议会民主制国家相同。
1977年6月，进行41年來首次大选，选举出新的议会。这届议会将被委以制定民主宪法的重任，苏亚雷兹領導的聯盟取得勝利，他成為首位民選首相。
| 前任： 卡洛斯·阿里亞斯·納瓦羅 | 西班牙首相 1976年－1981年 | 继任： 萊奧波爾多·卡爾沃-索特洛 |